# Vanilla planifolia
Vanilla planifolia é uma espécie de orquídea de hábito escandente e crescimento reptante que existe do México ao Paraguai. São plantas clorofiladas de raízes aéreas; sementes crustosas, sem asas; e inflorescências de flores de cores pálidas que nascem em sucessão, de racemos laterais.
Esta espécie de ampla distribuição, grande variabilidade e de múltiplos sinônimos, pode ser reconhecida entre as Vanilla por apresentar caules grossos e quebradiços; labelo claramente trilobado, mais curto ou do mesmo comprimento que as sépalas; grandes folhas carnosas de base larga, oblongas, com margens amareladas e extremidade abruptamente aguçada, medindo até de 22 por 6,5 centímetros; e grandes flores verde-amareladas com sépalas medindo até 6,5 centímetros de comprimento com extremidade levemente aguçada.
Seus frutos são largamente empregados na produção de baunilha.